# Campionato gallese di calcio
Il campionato di calcio gallese è posto sotto l'egida della Federazione calcistica del Galles ed è tra i campionati UEFA di più recente formazione.

## Storia
Le manifestazioni rivolte alle squadre gallesi esistevano da molto tempo ma solo a partire dal 1992 venne creato un campionato nazionale riconosciuto dalla UEFA. Prima della creazione di questo torneo esistevano diverse manifestazioni, generalmente con valenza locale. Nel periodo successivo alla seconda guerra mondiale esistevano tre tornei indipendenti corrispondenti alle tre regioni storiche del Galles (Galles del Nord / Galles Centrale / Galles del Sud). Con la creazione del campionato nazionale unificato queste divisioni minori sono state ristrutturate e assorbite nel nuovo sistema dei campionati gallesi, andando a comporre i livelli inferiori del sistema calcistico nazionale.
La caratteristica di questo campionato è che, pur essendo a tutti gli effetti una manifestazione a carattere nazionale, non raccoglie tutte le squadre gallesi. Quando venne creato il campionato, nel 1992, 6 club decisero di non entrarvi: si trattava delle 3 squadre gallesi della Football League (Cardiff City, Swansea City e Wrexham) e di 3 squadre che militavano nelle serie inglesi più basse (Colwyn Bay, Merthyr Tydfil, Newport County). Nella stagione 2025-2026 lo Swansea City ed il Wrexham  militano in Championship,  il Cardiff City  nella League One (lo Swansea City e il Cardiff City in passato avevano entrambi già militato nella First Division inglese, equivalente all'attuale Premier League, nella quale hanno militato in tempi recenti), il Newport County nella League Two, il Merthyr Town (erede del Merthyr Tydfil, fallito nel giugno 2010 e ricostituito con nuova denominazione) in National League North. Finora solo il Cardiff City e lo Swansea City sono riusciti a vincere trofei inglesi: il Cardiff City la FA Cup e il Charity Shield nel 1927, lo Swansea City la League Cup nel 2013, oltre ad avere militato nella massima serie, sia in First Division che in Premier League. Dalla stagione 2019-2020 il Colwyn Bay è entrato a far parte del sistema calcistico gallese, partendo dal secondo livello. Pertanto le squadre gallesi militanti nel sistema calcistico inglese sono attualmente cinque. Di queste sono quattro (Swansea City e Wrexham in Championship, Cardiff City in League One, Newport County in League Two)  quelle che militano, ad oggi, in categorie professionistiche.
L'unica manifestazione che comprendeva tutte le formazioni gallesi era la Welsh Cup, da cui tuttavia nel 1995 vennero esclusi tutti i club militanti nelle divisioni inglesi sopra elencati. Per sopperire a questa decisione venne creata una nuova manifestazione, la FAW Premier Cup, alla quale furono ammesse anche le squadre gallesi militanti nella Football League; tuttavia questa coppa è stata soppressa nel 2008, dopo il ritiro della sponsorizzazione da parte della BBC Wales.

## Struttura dei campionati

### Primo livello
La massima divisione nazionale è la Welsh Premier League, composta da 12 squadre.
La vincente si qualifica per i turni preliminari della UEFA Champions League, la seconda e la terza si qualificano per i turni preliminari della UEFA Europa League.
Le squadre che concludono la stagione agli ultimi due posti retrocedono al livello inferiore (a condizione che le squadre vincitrici del secondo livello siano in grado di accedere alla promozione).

### Secondo livello
Il secondo livello è composto da due tornei diversi, divisi su base regionale: la Cymru Alliance, che copre le zone settentrionali e centrali del Galles, e la Welsh Football League Division One che copre la zona meridionale. Entrambi i tornei sono composti da 16 squadre.
Le squadre vincitrici dei due tornei non vengono automaticamente promosse al livello superiore, la promozione avviene solamente se le società sono in regola con i parametri stabiliti dalla federazione per la partecipazione alla Welsh Premier League, in particolar modo quelli relativi alle condizioni degli stadi.

### Schema attuale
| Livello | Divisioni                                      | Divisioni                                  | Divisioni                                            | Divisioni                                  | Divisioni                                      | Divisioni                                      | Divisioni                                      | Divisioni                                      | Divisioni                                    | Divisioni                                    | Divisioni                                    | Divisioni                                    | Divisioni                                       | Divisioni                                       | Divisioni                                       | Divisioni                                       | Divisioni                                       | Divisioni                                      | Divisioni                                    | Divisioni                                                  | Divisioni                                    | Divisioni                                    | Divisioni                                    | Divisioni                                    | Divisioni                                    | Divisioni                                    | Divisioni                                    |
| ------- | ---------------------------------------------- | ------------------------------------------ | ---------------------------------------------------- | ------------------------------------------ | ---------------------------------------------- | ---------------------------------------------- | ---------------------------------------------- | ---------------------------------------------- | -------------------------------------------- | -------------------------------------------- | -------------------------------------------- | -------------------------------------------- | ----------------------------------------------- | ----------------------------------------------- | ----------------------------------------------- | ----------------------------------------------- | ----------------------------------------------- | ---------------------------------------------- | -------------------------------------------- | ---------------------------------------------------------- | -------------------------------------------- | -------------------------------------------- | -------------------------------------------- | -------------------------------------------- | -------------------------------------------- | -------------------------------------------- | -------------------------------------------- |
| 1       | Welsh Premier League 12 club                   | Welsh Premier League 12 club               | Welsh Premier League 12 club                         | Welsh Premier League 12 club               | Welsh Premier League 12 club                   | Welsh Premier League 12 club                   | Welsh Premier League 12 club                   | Welsh Premier League 12 club                   | Welsh Premier League 12 club                 | Welsh Premier League 12 club                 | Welsh Premier League 12 club                 | Welsh Premier League 12 club                 | Welsh Premier League 12 club                    | Welsh Premier League 12 club                    | Welsh Premier League 12 club                    | Welsh Premier League 12 club                    | Welsh Premier League 12 club                    | Welsh Premier League 12 club                   | Welsh Premier League 12 club                 | Welsh Premier League 12 club                               | Welsh Premier League 12 club                 | Welsh Premier League 12 club                 | Welsh Premier League 12 club                 | Welsh Premier League 12 club                 | Welsh Premier League 12 club                 | Welsh Premier League 12 club                 | Welsh Premier League 12 club                 |
| 2       | Huws Gray Cymru Alliance 16 club               | Huws Gray Cymru Alliance 16 club           | Huws Gray Cymru Alliance 16 club                     | Huws Gray Cymru Alliance 16 club           | Huws Gray Cymru Alliance 16 club               | Huws Gray Cymru Alliance 16 club               | Huws Gray Cymru Alliance 16 club               | Huws Gray Cymru Alliance 16 club               | Football League Division One 16 clubs        | Football League Division One 16 clubs        | Football League Division One 16 clubs        | Football League Division One 16 clubs        | Football League Division One 16 clubs           | Football League Division One 16 clubs           | Football League Division One 16 clubs           | Football League Division One 16 clubs           | Football League Division One 16 clubs           | Football League Division One 16 clubs          | Football League Division One 16 clubs        | Football League Division One 16 clubs                      | Football League Division One 16 clubs        | Football League Division One 16 clubs        | Football League Division One 16 clubs        | Football League Division One 16 clubs        | Football League Division One 16 clubs        | Football League Division One 16 clubs        | Football League Division One 16 clubs        |
| 3       | Welsh National League Premier Division 16 club | Welsh Alliance League Division One 16 club | Welsh Alliance League Division One 16 club           | Welsh Alliance League Division One 16 club | Mid Wales Football League Division One 15 club | Mid Wales Football League Division One 15 club | Mid Wales Football League Division One 15 club | Mid Wales Football League Division One 15 club | Welsh Football League Division Two 18 club   | Welsh Football League Division Two 18 club   | Welsh Football League Division Two 18 club   | Welsh Football League Division Two 18 club   | Welsh Football League Division Two 18 club      | Welsh Football League Division Two 18 club      | Welsh Football League Division Two 18 club      | Welsh Football League Division Two 18 club      | Welsh Football League Division Two 18 club      | Welsh Football League Division Two 18 club     | Welsh Football League Division Two 18 club   | Welsh Football League Division Two 18 club                 | Welsh Football League Division Two 18 club   | Welsh Football League Division Two 18 club   | Welsh Football League Division Two 18 club   | Welsh Football League Division Two 18 club   | Welsh Football League Division Two 18 club   | Welsh Football League Division Two 18 club   | Welsh Football League Division Two 18 club   |
| 4       | Welsh National League Division One 16 clubs    | Welsh Alliance League Division Two 11 club | Welsh Alliance League Division Two 11 club           | Welsh Alliance League Division Two 11 club | Mid Wales Football League Division Two 13 club | Mid Wales Football League Division Two 13 club | Mid Wales Football League Division Two 13 club | Mid Wales Football League Division Two 13 club | Welsh Football League Division Three 18 club | Welsh Football League Division Three 18 club | Welsh Football League Division Three 18 club | Welsh Football League Division Three 18 club | Welsh Football League Division Three 18 club    | Welsh Football League Division Three 18 club    | Welsh Football League Division Three 18 club    | Welsh Football League Division Three 18 club    | Welsh Football League Division Three 18 club    | Welsh Football League Division Three 18 club   | Welsh Football League Division Three 18 club | Welsh Football League Division Three 18 club               | Welsh Football League Division Three 18 club | Welsh Football League Division Three 18 club | Welsh Football League Division Three 18 club | Welsh Football League Division Three 18 club | Welsh Football League Division Three 18 club | Welsh Football League Division Three 18 club | Welsh Football League Division Three 18 club |
| 5       |                                                | Gwynedd League 16 club                     | Gwynedd League 16 club                               | Clwyd League Premier Division 13 club      | Aberystwyth League Division One 12 club        | Montgomeryshire League Division One 14 club    | Cardiganshire League Division One 12 club      | Mid Wales South League 19 club                 | Gwent County League Division One 16 club     | Gwent County League Division One 16 club     | Gwent County League Division One 16 club     | Gwent County League Division One 16 club     | South Wales Amateur League Division One 14 club | South Wales Amateur League Division One 14 club | South Wales Amateur League Division One 14 club | South Wales Amateur League Division One 14 club | South Wales Amateur League Division One 14 club | South Wales Senior League Division One         | South Wales Senior League Division One       | South Wales Senior League Division One                     | South Wales Senior League Division One       | Carmarthenshire League Premier Division      | Neath & District League Premier Division     | Pembrokeshire League Division One            | Swansea & District League Division One       |                                              |                                              |
| 6       |                                                | Anglesey League10 club                     | Caernarfon & District League First Division 13 club  | Clwyd League Division One 13 club          | Aberystwyth League Division Two 12 club        | Montgomeryshire League Division Two 15 club    | Cardiganshire League Division Two 11 club      |                                                | Gwent County League Division Two 14 club     | Gwent County League Division Two 14 club     | Gwent County League Division Two 14 club     | Gwent County League Division Two 14 club     | South Wales Amateur League Division Two 16 club | South Wales Amateur League Division Two 16 club | South Wales Amateur League Division Two 16 club | South Wales Amateur League Division Two 16 club | South Wales Amateur League Division Two 16 club | South Wales Senior League Division Two         | South Wales Senior League Division Two       | South Wales Senior League Division Two                     | South Wales Senior League Division Two       | Carmarthenshire League Division One          | Neath & District League Division One         | Pembrokeshire League Division Two            | Swansea & District League Division Two       |                                              |                                              |
| 7       |                                                |                                            | Caernarfon & District League Second Division 10 club | Clwyd League Division Two 14 club          |                                                |                                                |                                                |                                                | Gwent County League Division Three 14 club   | Gwent County League Division Three 14 club   | Gwent County League Division Three 14 club   | Gwent County League Division Three 14 club   | Aberdare Valley League Premier Division         | Bridgend & District League Premier Division     | Cardiff & District League Premier Division      | Cardiff Combination League Premier Division     | Merthyr & District League Premier Division      | Port Talbot & District League Premier Division | Rhondda & District League Premier Division   | Taff Ely & Rhymney Valley Alliance League Premier Division | Vale of Glamorgan League Premier Division    | Carmarthenshire League Division Two          | Neath & District League Division Two         | Pembrokeshire League Division Three          | Swansea & District League Division Three     |                                              |                                              |
| 8       |                                                |                                            |                                                      |                                            |                                                |                                                |                                                |                                                | East Gwent League Division One               | Gwent Central League Premier Division        | Newport and District League Premier Division | North Gwent League Premier Division          | Aberdare Valley League Division One             | Bridgend & District League Division One         | Cardiff & District League Division One          | Cardiff Combination League Division One         | Merthyr & District League Division One          | Port Talbot & District League Division One     |                                              | Taff Ely & Rhymney Valley Alliance League Division One     | Vale of Glamorgan League Division One        | Carmarthenshire League Division Three        |                                              |                                              | Swansea & District League Division Four      |                                              |                                              |
| 9       |                                                |                                            |                                                      |                                            |                                                |                                                |                                                |                                                | East Gwent League Division Two               | Gwent Central League Division One            | Newport and District League Division One     | North Gwent League Division One              |                                                 |                                                 |                                                 | Cardiff Combination League Division Two         |                                                 |                                                |                                              |                                                            | Vale of Glamorgan League Division Two        |                                              |                                              |                                              |                                              |                                              |                                              |
| 10      |                                                |                                            |                                                      |                                            |                                                |                                                |                                                |                                                | East Gwent League Division Three             | Gwent Central League Division Two            | Newport and District League Division Two     |                                              |                                                 |                                                 |                                                 |                                                 |                                                 |                                                |                                              |                                                            |                                              |                                              |                                              |                                              |                                              |                                              |                                              |